# Íngria

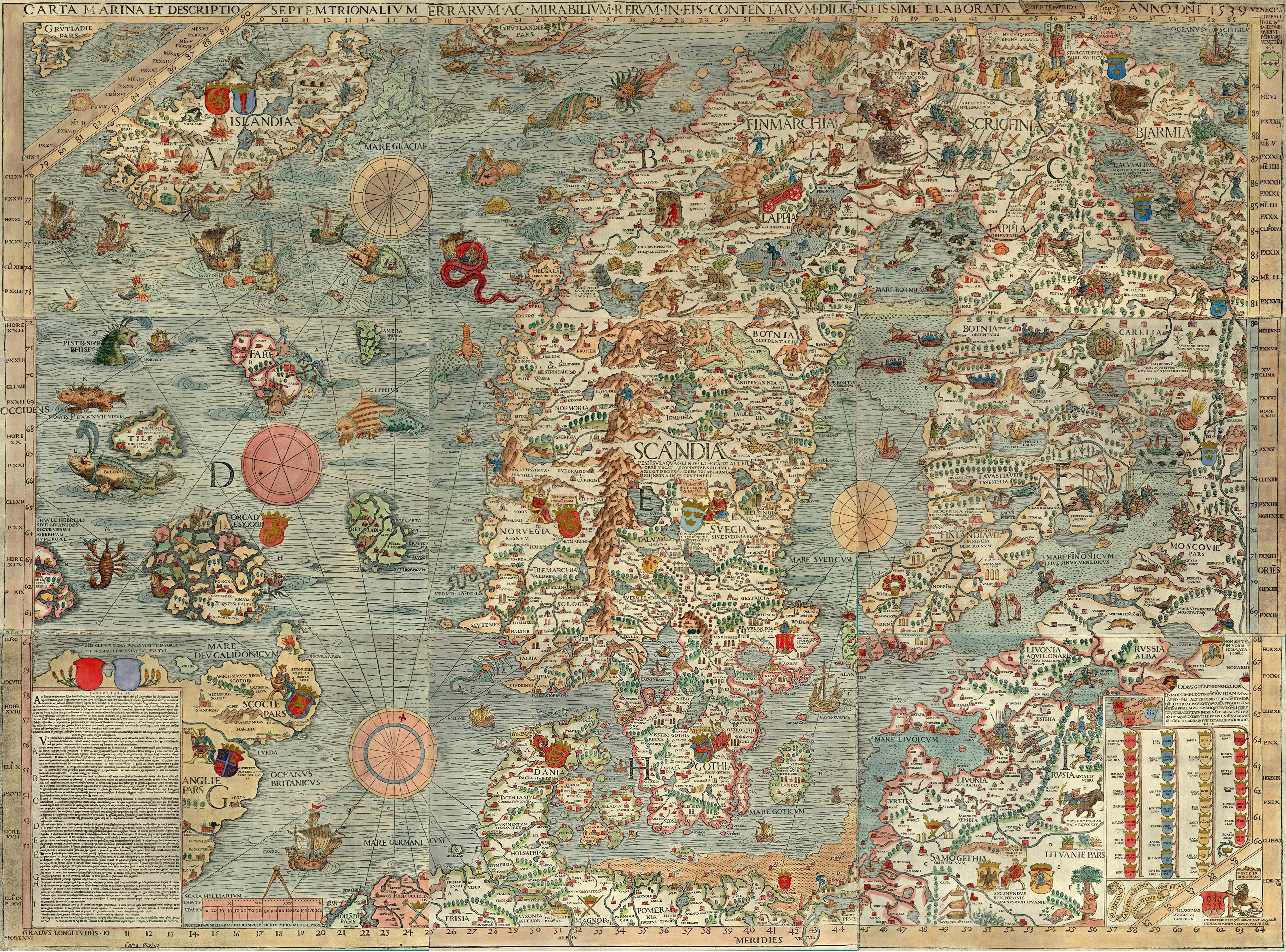
A Íngria pode ser vista representada na parte mais oriental da Carta Marina (1539).

Íngria (finlandês: Inkeri ou Inkerinmaa, russo: Ижора or Ингерманландия, sueco: Ingermanland, estoniano: Ingeri ou Ingerimaa) é uma região histórica, a maior parte dela encontra-se atualmente localizada na Rússia, compreendendo a área ao longo da bacia do rio Neva, entre o Golfo da Finlândia, o rio Narva, o lago Peipsi no Oeste, e o lago Ladoga e a planície pantanosa ao sul deste, no Leste.  A tradicional fronteira com a Carélia finlandesa seguia o rio Sestra, no noroeste do Istmo da Carélia. Historicamente a Íngria foi povoada pelos povos fínicos dos izorianos, vótios e mais tarde também pelos finlandeses da Íngria e estonianos. Foi russificada na década de 1930.
Os izorianos ortodoxos, juntamente com os vótios, são os dois povos nativos da histórica Íngria (Inkeri em finlandês). Porém, depois que os finlandeses da Íngria foram conquistados pelos suecos, os descendentes luteranos de imigrantes do século XVII, de onde é hoje a Finlândia, tornaram-se maioria na Íngria.
A Íngria, como um todo, nunca formou um Estado (ver, porém, Íngria do Norte); dificilmente pode-se dizer que os ingrianos formavam uma nação, embora sua "nacionalidade" tenha sido reconhecida pela União Soviética e como um grupo étnico, os ingrianos (Izorianos) quase desapareceram juntamente com seu idioma. Mas muitas pessoas reconhecem sua herança cultural.
A Íngria histórica cobre aproximadamente a mesma área dos distritos de Gatchina, Kingisepp, Kirovsk, Lomonosov, Tosno, Volosovo e Vsevolozhsk, na atual óblast de Leningrado, bem como a cidade de São Petersburgo.

## História
Na Era Viquingue (última parte do início da Idade do Ferro na Escandinávia), a partir da década de 750 em diante, o povoado de Antiga Ladoga era um ponto estratégico da rota de comércio dos varegues em direção ao Leste Europeu. Ali desenvolveu-se então uma aristocracia varegue, que resultaria na criação da República de Novogárdia e da Rússia de Quieve. Na década de 860, os fínicos e as tribos eslavas rebelaram-se sob o governo de Vadim, o Corajoso, mas posteriormente sob o governo de Rurique foi pedido para que os varegues retornassem e pusessem um fim nos constantes conflitos entre eles.
A antiga terra de Vod dos novogárdios era chamada de Ingermanland pelos suecos, latinizado para "Íngria". A etimologia popular considera seu nome originário de Ingegerd Olofsdotter, a filha do rei sueco Olavo, o Tesoureiro (995–1022). Por ocasião de seu casamento com Jaroslau I, o Sábio, em 1019, ela recebeu as terras ao redor de Ladoga como um presente de casamento. Elas foram administradas por jarls suecos, tal como Ragnvald Ulfsson, sob o controle da República da Novogárdia.
No século XII, a Íngria Ocidental foi absorvida pela República. Seguiram-se então séculos de guerras frequentes, principalmente entre russos e suecos, mas constantemente envolvendo também dinamarqueses e os Cavaleiros Teutônicos. Estes últimos ergueram uma fortificação na cidade de Narva, seguido pela construção do castelo russo de Ivangorod na margem oposta do rio Narva, em 1492.

## A Íngria Sueca

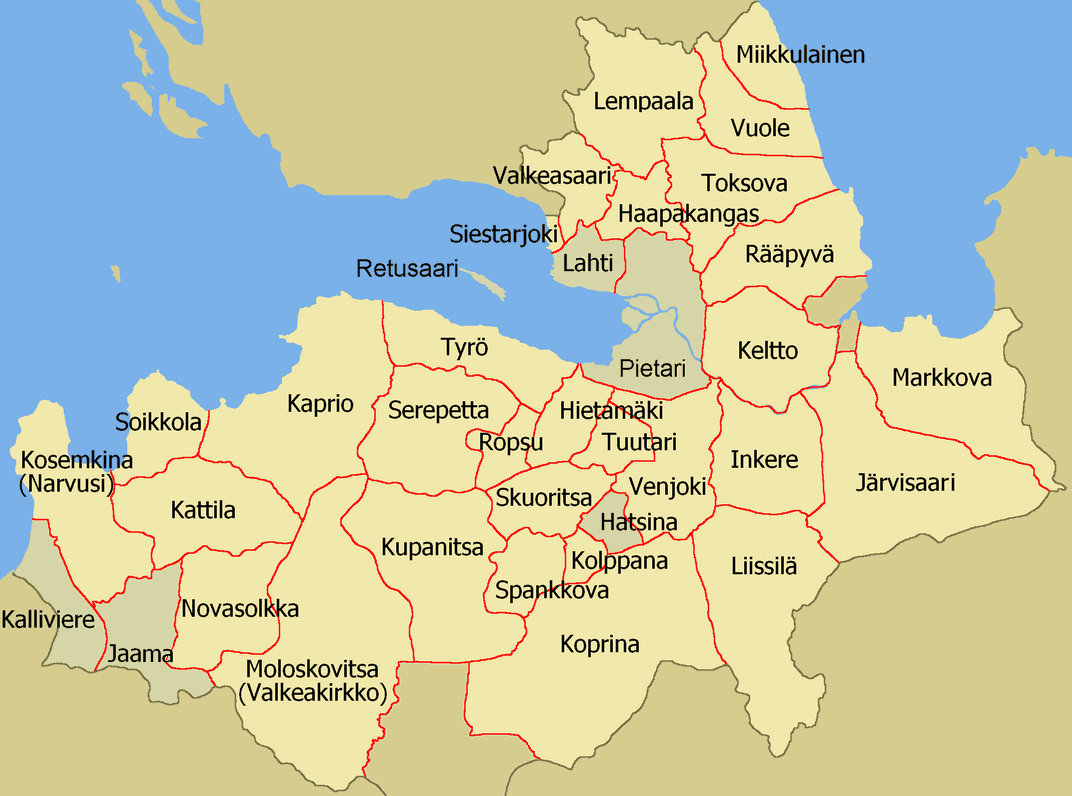
A Íngria e as paróquias luteranas do Governadorato de São Petersburgo ca. 1900

A Íngria tornou-se um domínio sueco na década de 1580, retornou à Rússia através do Tratado de Tyavzino (1595), e depois da Guerra Ingriana novamente cedida à Suécia pelo Tratado de Stolbovo (1617). O interesse da Suécia no território era estratégico: a área era uma barreira natural contra os ataques russos ao Istmo da Carélia e à atual Finlândia; e o comércio russo tinha que passar através do território sueco. Além disso, a Íngria tornou-se o destino para os deportados suecos. Os distritos municipais de Ivangorod, Jama (atual Kingisepp), Caporie (atual Koporye) e Nöteborg (atual Shlisselburg) tornaram-se centros de quatro condados ingrianos (slottslän).
A Íngria permaneceu escassamente povoada. Em 1664 a população total somava 15.000 pessoas.  As tentativas suecas de introduzir o Luteranismo foram vistas com repugnância pela maioria dos camponeses ortodoxos, que era obrigada a assistir aos serviços luteranos; aos convertidos eram prometidas concessões e reduções de imposto, mas as conquistas luteranas foram principalmente devido aos reassentamentos voluntários dos filandeses vindos da Savônia e da Carélia finlandesa (principalmente da paróquia de Äyräpää). A proporção de finlandeses luteranos na Íngria (Finlandeses da Íngria) era de 41,1% em 1656, 53,2% em 1661, 55,2% em 1666, 56,9% em 1671 e 73,8% em 1695, o restante era na maioria de izorianos e vótios A Ingermanland foi controlada por nobres militares suecos e funcionários do governo, que trouxeram seus próprios criados e trabalhadores luteranos.
Nyen tornou-se o centro de comércio da Íngria, e em 1642 passou a ser o seu centro administrativo. Em 1656 um ataque russo danificou muito a cidade e o centro administrativo foi transferido para Narva.

## A Íngria Russa

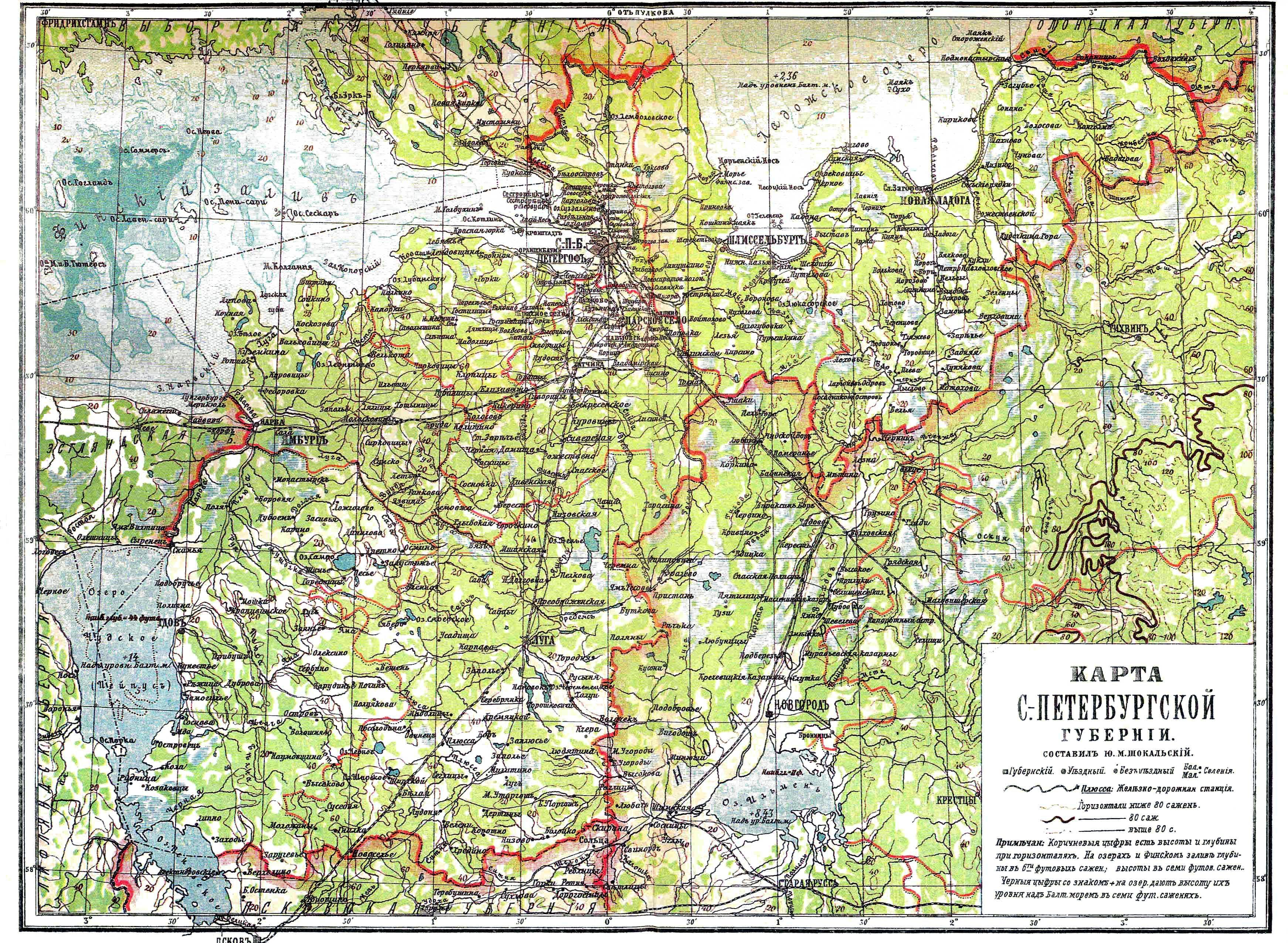
Mapa do Governadorato de São Petersburgo em 1900.

No início da década de 1700, a área foi reconquistada pela Rússia, na Grande Guerra do Norte depois de ter estado em posse sueca durante aproximadamente cem anos. Próximo da cidade sueca de Nyen, perto do estuário do rio Neva, no Golfo da Finlândia, a nova capital russa, São Petersburgo, foi fundada em 1703.
Pedro, o Grande elevou a Íngria à posição de ducado com o Príncipe Menshikov como seu primeiro (e último) duque. Em 1708, a Íngria foi transformada em governadorato (Governadorato de Ingermanland em 1708-1710, Governadorato de São Petersburgo em 1710-1914, Governadorato de Petrogrado em 1914-1924, Governadorato de Leningrado em 1924-1927). 
Em 1870 teve início na Íngria a primeira impressão de um jornal de língua finlandesa, o Pietarin Sanomat. Antes disso a Íngria só recebia jornais principalmente vindos de Vyborg. A primeira biblioteca pública foi inaugurada em 1850 em Tyrö. A maior das bibliotecas, situada em Skuoritsa, tinha mais de 2.000 volumes, na segunda metade do século XIX. Em 1899 o primeiro festival da canção na Íngria aconteceu em Puutosti (Skuoritsa).
Em 1897 (ano do censo do Império Russo) o número de finlandeses da Íngria havia aumentado para 130.413, em 1917 ele ultrapassou 140.000 (45.000 na Íngria do Norte, 52.000 na  Íngria Central (Oriental) e 30.000 na Íngria Ocidental, o restante em Petrogrado).
A partir de 1868 os estonianos começaram também a migrar para a Íngria. Em 1897 o número de estonianos que viviam no Governadorato de São Petersburgo era de 64.116 (12.238 deles em São Petersburgo), em 1926 esse número aumentou para 66.333 (15.847 deles em Leningrado).
Quanto aos izorianos, em 1834 havia 17.800 deles, em 1897—21.000, em 1926—26.137. Cerca de 1000 ingrianos viviam na área cedida para a Estônia devido ao Tratado de Tartu (1920).
As paróquias de Haapakangas, Keltto, Lempaala, Mikkulainen, Rääpyvä, Toksova, Valkeasaari, Vuole (Íngria do Norte), Hevaa, Hietamäki, Inkere, Skuoritsa, Spankkova, Tuutari, Tyrö, Venjoki (Íngria Central) e Soikkola (Íngria Ocidental) tinham unicamente população fínica até o início do século XX.

## A Íngria e a Rússia Soviética
Em 1920, em decorrência do Tratado de Paz de Tartu uma pequena parte da Íngria Ocidental foi anexada pela República da Estônia.
Depois da revolução bolchevique de 1917 na Rússia, a República da Íngria do Norte (Pohjois Inkeri) declarou sua independência da Rússia com o apoio da  Finlândia e com a intenção de ser incorporada à Finlândia. Ela governou parte da Íngria de 1919 até 1920. Com o Tratado de Paz de Tartu ela foi reintegrada à Rússia, mas conseguiu um certo grau de autonomia. 
Na década de 1920, havia na Íngria cerca de 300 escolas e 10 jornais de língua finlandesa. 
O primeiro Censo Geral da União Soviética em 1926 registrou a presença de 114.831 finlandeses de Leningrado, como os finlandeses da Íngria eram chamados. O censo de 1926 também mostrou que a população russa da Íngria Central havia ultrapassado o número de fínicos que viviam lá, mas na Íngria do Norte, os finlandeses da Íngria eram a maioria.
A língua izoriana, no início da década de 1930, era ensinada nas escolas da Península de Soikino e na área em torno da foz do rio Luga.
Em 1928 a coletivização da agricultura teve início na Íngria. Para facilitá-la, em 1929-1931, 18.000 pessoas (4.320 famílias), kulaks (camponeses independentes) da Íngria do Norte, foram deportados para a Carélia Oriental, Península de Kola bem como para o Cazaquistão e Ásia Central. 
A situação dos finlandeses da Íngria piorou mais tarde, quando no outono de 1934, foi criada a Zona de Fronteira Proibida ao longo da divida ocidental da União Soviética, onde ninguém poderia aparecer sem uma permissão especial emitida pelo NKVD. Ela no início tinha oficialmente apenas 7,5 km de largura, mas ao longo da fronteira com a Estônia ela se estendia por mais de 90 km. A zona deveria estar livre de fínicos e de alguns outros povos, que fossem considerados politicamente não confiáveis. No dia 25 de março de 1935, Genrikh Yagoda autorizou uma deportação em grande escala de kulaks estonianos, letões e finlandeses, e de "inimigos do povo" residentes nas regiões de fronteira perto de Leningrado. Cerca de 7.000 pessoas (2.000 famílias) foram deportadas da Íngria para o  Cazaquistão, Ásia Central e a região dos montes Urais. Em maio e junho de 1936 toda a população de 20.000 finlandeses das paróquias de Valkeasaari, Lempaala, Vuole e Miikkulainen perto da divisa com a Finlândia foram reassentados em áreas próximas a Cherepovets e na Sibéria na nova onda de deportações. Na Íngria eles foram substituídos por pessoas de outras partes da União Soviética, principalmente por russos, mas também por ucranianos e tártaros.
Em 1937, as igrejas luteranas e as escolas finlandesas e izorianas na Íngria foram fechadas e publicações e transmissões de rádio em finlandês e izoriano foram suspensas.
Toda a população de finlandeses da Íngria e izorianos desapareceu da Íngria durante o período soviético. 63.000 fugiram para a Finlândia durante a Segunda Guerra Mundial, e foram mandados de volta por Stalin depois da guerra. A maioria deles tornou-se vítimas das transferências de populações soviéticas e muitos foram executados como "inimigos do povo". Os restantes, incluindo alguns que retornaram após a era Stalin (depois de 1956 foi permitido o retorno de alguns dos deportados para suas aldeias), foram superados, em número, por imigrantes russos. 
O censo de 1959 registrou 1.062 izorianos; em 1979 esse número tinha caído para 748, apenas 315 deles vivendo próximos à foz do rio Luga e na Península de Soykino. De acordo com o Censo Soviético de 1989, existiam 829 izorianos, 449 deles na Rússia (incluindo outras partes do país) e 228 na Estônia.
Depois da dissolução da União Soviética em 1991, foi permitido aos finlandeses da Íngria que sobreviveram e aos seus descendentes russificados que emigração para a Finlândia. Isto levou ao surgimento de uma considerável minoria de falantes da língua russa na Finlândia.